# Grethe Jürgens
Katharina Margaretha Jürgens, dite Grethe Jürgens née le 15 février 1899 à Holzhausen près d'Osnabrück, morte le 8 mai 1981 à Hanovre est une peintre allemande appartenant à la Nouvelle objectivité.

## Biographie
Grethe Jürgens est la fille de Georg Gerhard Jürgens né en 1868 et de Ludvina Anna Eckert née en 1874. En 1900, la famille déménage de Holzhausen à Wilhelmshaven sur la mer du Nord, où le père enseigne dans une école religieuse catholique.
Après avoir obtenu son diplôme d'études secondaires, Grethe Jürgens commence en 1918 des études d'architecture à l'université technique de Berlin. Lors de la Révolution de novembre 1918-1919, l'université ferme en raison de la situation politique et les étudiants rentrent chez eux. En 1919, elle s'inscrit en graphisme à l'École d'art et des métiers de Hanovre (de). Elle est l'élève de Fritz Burger-Mühlfeld (de), membre de la Sécession de Hanovre. Elle se lie d'amitié et forme avec ses camarades d'études un groupe soudé, politiquement engagé à gauche et critique envers la société. Gerta Overbeck, Ernst Thoms, Friedrich Busack et Erich Wegner, Hans Mertens et Karl Rüter font partie de ce groupe, qui sont considérés comme des représentants de la nouvelle objectivité.

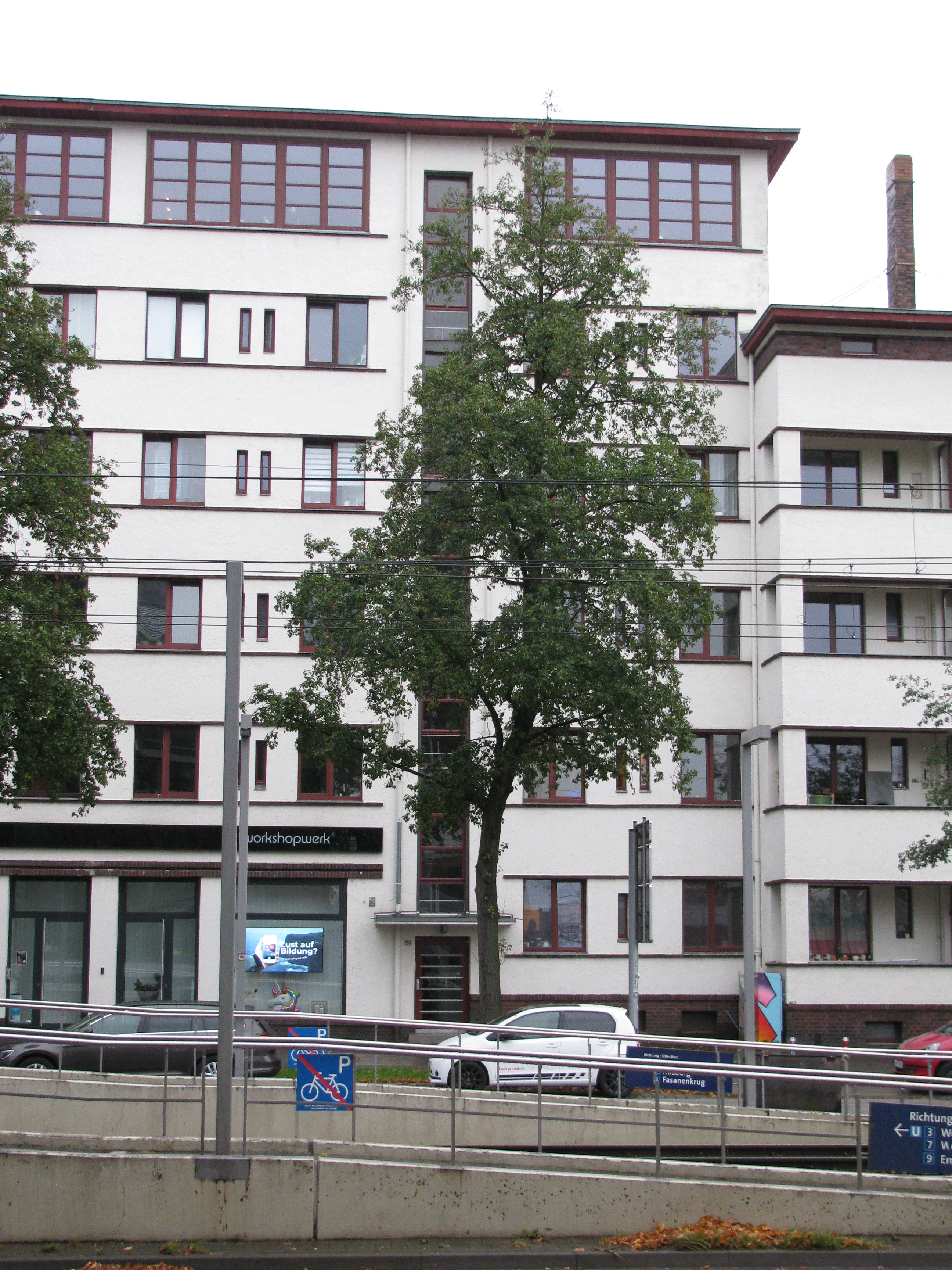
La Liststadt (détail) avec les studios sous les toits plats de la Podbielskistraße, jusqu'à récemment la résidence de Grethe Jürgens

En raison des conditions économiques difficiles en Allemagne, elle interrompt ses études en 1922 pour travailler comme illustratrice publicitaire pour la société Hackethal Draht- und Kabelwerke AG. En 1928, elle prend un emploi au magazine économique Der Manufakturist, qu'elle perd au bout de six mois. Elle décide alors de vivre de sa peinture. La situation précaire l'oblige à louer un ancien chenil dans la Feldstrasse dans le quartier Hanovre-Mitte.
En 1929, elle s'installe au 288 Liststadt, Podbielskistrasse, dans un studio de 30 mètres carrés que la ville de Hanovre met à disposition des artistes.
La même année, elle adhère et s'engage au Gedok, association de défense et promotion de femmes artistes.
De 1931 à 1932, elle prend la direction de la nouvelle revue Der Wachsbogen (de) littéralement La feuille de cire. Douze numéros imprimés sur ronéo sont publiés. Gerta Overbeck, Erich Wegner, Ernst Thoms et son compagnon Gustav Schenk, participent à cette publication.
En 1932, elle participe à l'exposition La nouvelle objectivité à Hanovre et Braunschweig. Elle a ensuite une première exposition personnelle, à Cologne.
Après l'arrivée au pouvoir des nationaux-socialistes, elle s'inscrit à la Chambre des beaux-arts du Reich, sans être membre du NSDAP. Elle continue à peindre et se consacre à une peinture de paysage et de plantes, avec une préférence pour les mauvaises herbes.
En 1938, elle se brouille définitivement avec Gerta Overbeck et Gustav Schenk, qui ont entamé une relation.
À partir des années 1950, sa peinture va vers l'abstraction avec des motifs figuratifs.

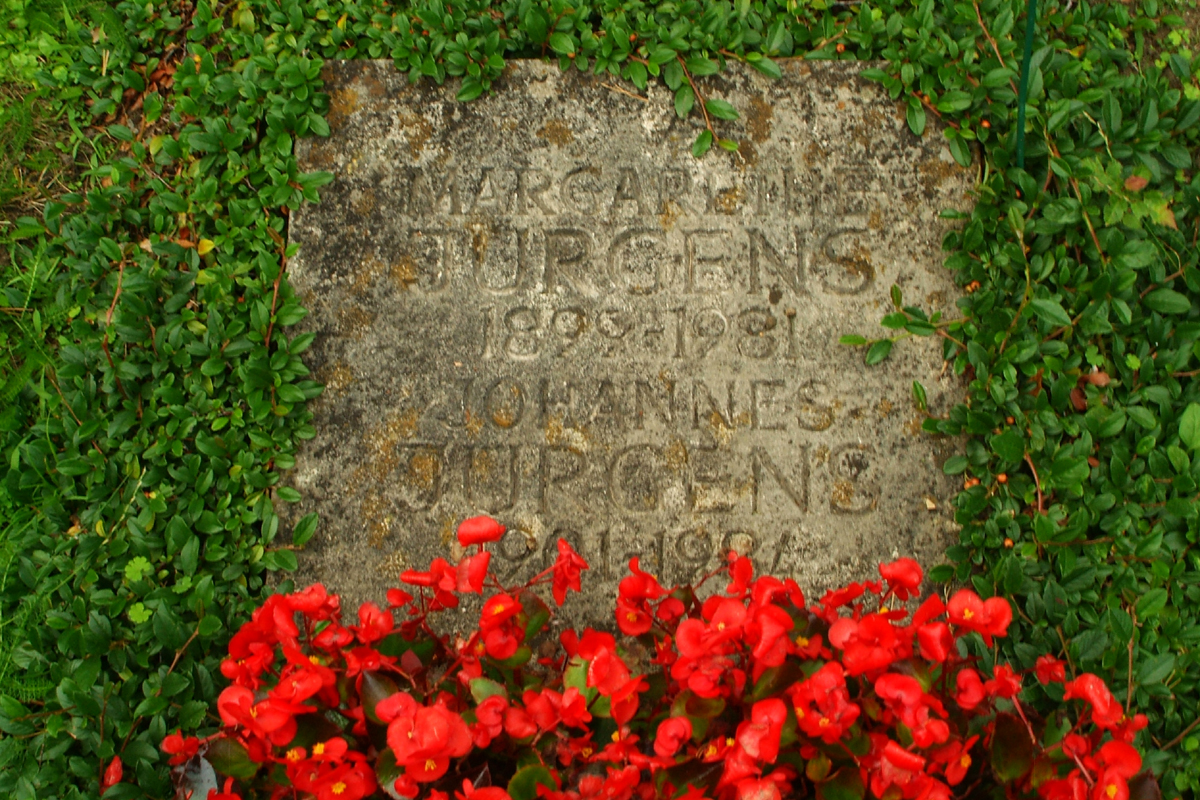
Pierre tombale de Margarethe et Johannes Jürgens (1901-1984) au cimetière municipal de Lahe

Dans les années 1960, les artistes de la Nouvelle Objectivité sont redécouverts. Grethe Jürgens et Gerta Overbeck sont considérées comme les représentantes les plus importantes.

## Rétrospectives
- musée Wilhelm-Busch, Hanovre, 1951[4]
- Verborgene Museum (de), Berlin 2005[8]
- rétrospective à Grethe Jürgens, Sprengel Museum, Hanovre, 2025[7]

## Distinctions
- Croix du Mérite de l'Ordre du Mérite de Basse-Saxe, 197
- une rue de Hanovre porte le nom de Grethe Jürgens, 1982[4]